# Rushville (Illinois)
Rushville – miasto w Stanach Zjednoczonych, w stanie Illinois, siedziba administracyjna hrabstwa Schuyler.